# BMW F48
| Sterne im Euro-NCAP-Crashtest (2015) |

| Sterne im C-NCAP-Crashtest (2016) |

Der BMW F48 (interne Bezeichnung) ist die zweite Generation des Kompakt-SUVs BMW X1 von BMW. Sie wurde im Juni 2015 als Nachfolger der Baureihe E84 angekündigt und basiert auf der BMW UKL2-Plattform. Das Nachfolgemodell ist die im Juni 2022 präsentierte Baureihe U11.

## Modellgeschichte

### Allgemeines
Der F48 wurde im BMW-Werk Regensburg  und im Nedcar Werk in Born produziert. Die offizielle Vorstellung fand auf der Internationalen Automobil-Ausstellung vom 17. bis 27. September 2015 in Frankfurt am Main statt.
Für den chinesischen Markt baut BMW Brilliance Automotive in Shenyang eine verlängerte Version des X1 mit der Entwicklungsbezeichnung F49. Auf dieser Basis erschien auch die nur in China erhältliche Hybridversion „X1 xDrive25Le iPerformance“ die auf der Chengdu Motor Show 2016 präsentiert wurde.
Ebenfalls ausschließlich für den chinesischen Markt bestimmt war der auf der Langversion des X1 basierende 60H der chinesischen Marke Zinoro. Das Plug-in-Hybrid-Fahrzeug kam am 23. März 2017 dort in den Handel.
Mitte 2019 wurde eine überarbeitete Version des X1 vorgestellt. Ab März 2020 war die Baureihe auch außerhalb Chinas mit einem Plug-in-Hybrid-Antrieb erhältlich.
Über 1,1 Millionen X1 dieser Generation wurden verkauft.

### Karosserie und Technik
Der Hauptunterschied zum Vorgänger ergibt sich aus der Plattform mit quer eingebauten Motoren und Frontantrieb. Somit haben die sDrive-Modelle ohne Allradantrieb/xDrive keinen traditionellen Hinterradantrieb mehr. Weil der Motor quer eingebaut ist, verwendete BMW bei den X1-Automatik-Versionen Getriebe des Zulieferers Aisin. Automatik-Modelle von BMW mit längs eingebautem Motor haben die allgemein üblichen Getriebe des Zulieferers ZF.
Der cw-Wert liegt zwischen 0,28 und 0,29. Das Design stammt von dem Australier Calvin Luk.

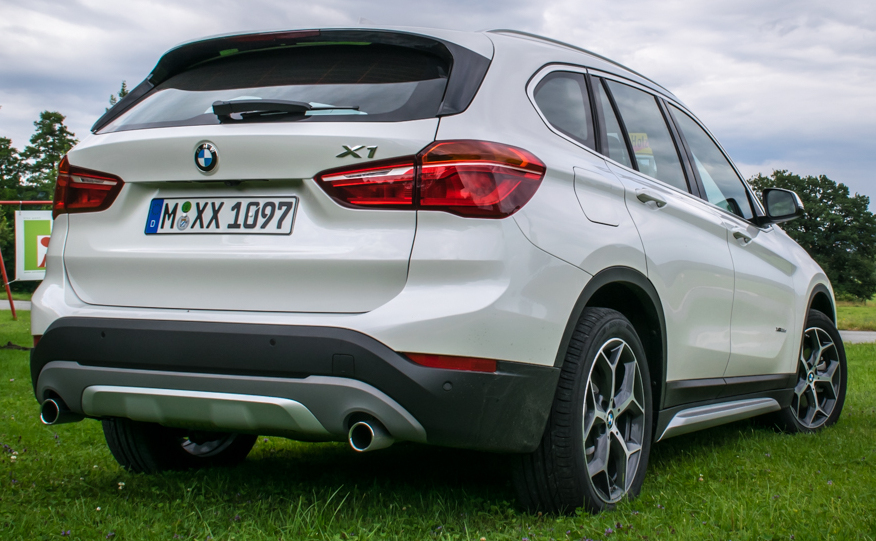
Heckansicht
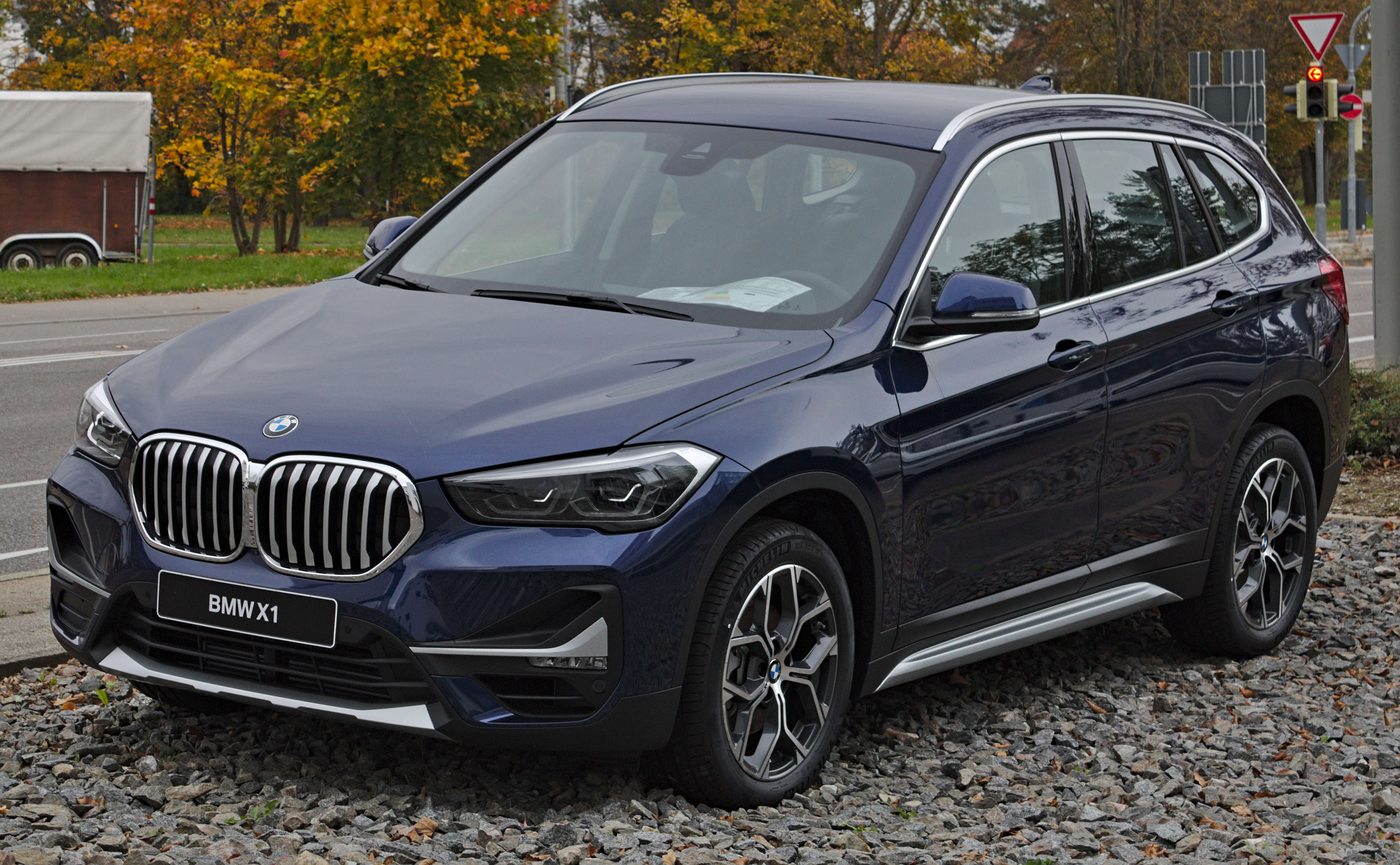
BMW X1 F48 (2019–2022)
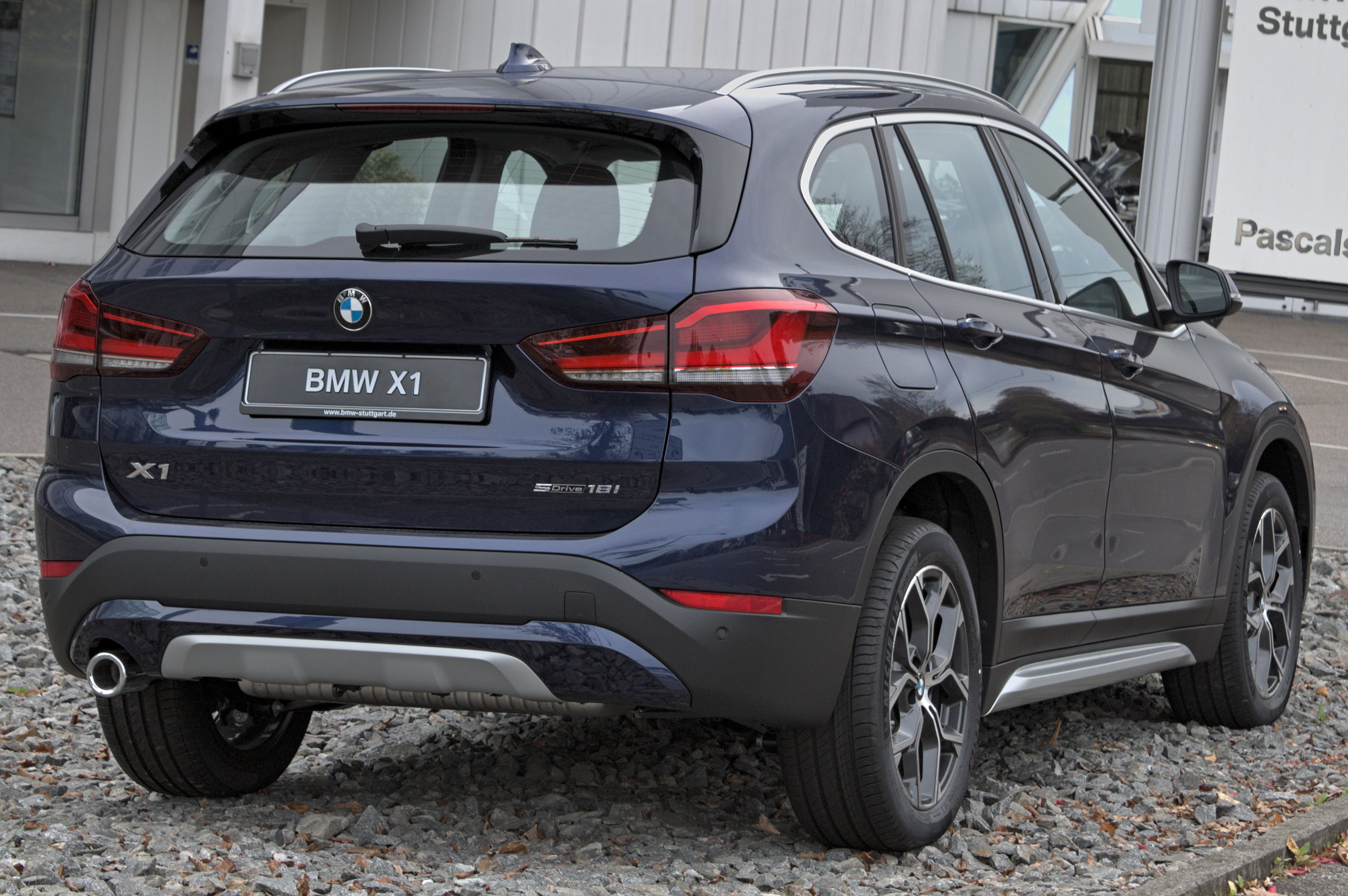
Heckansicht
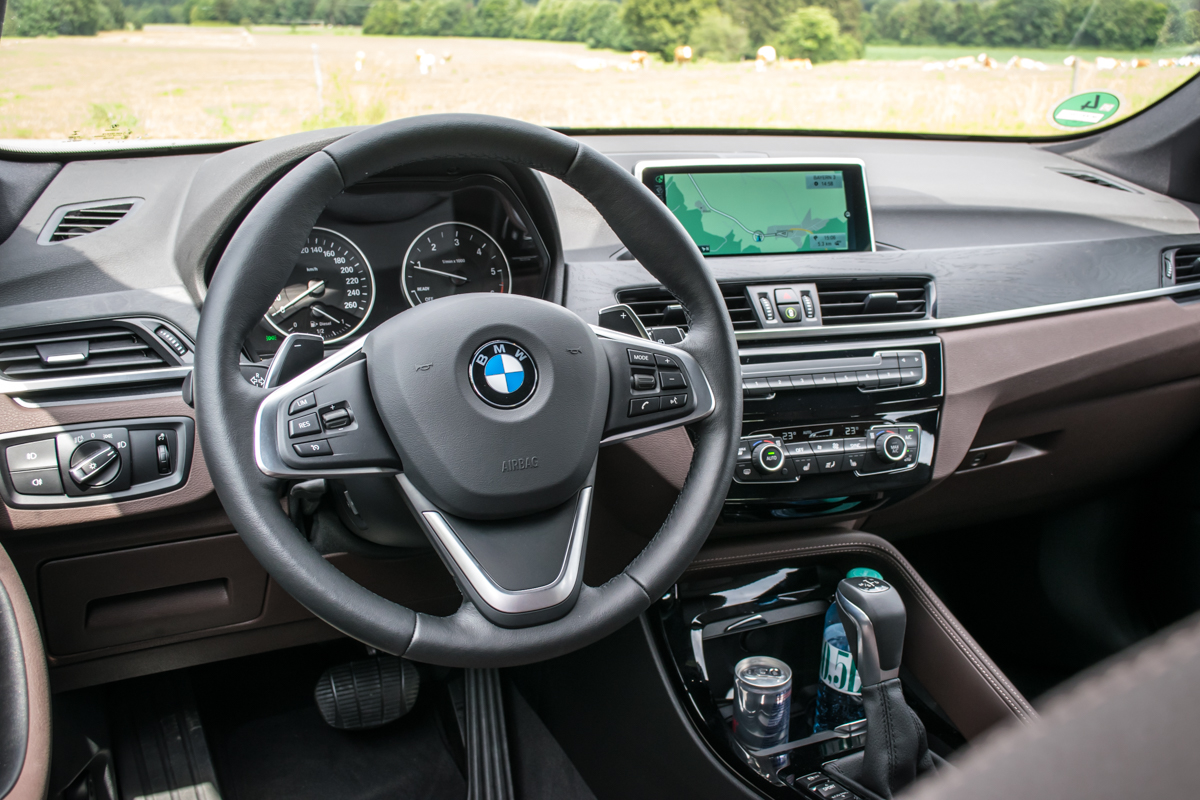
Innenraum
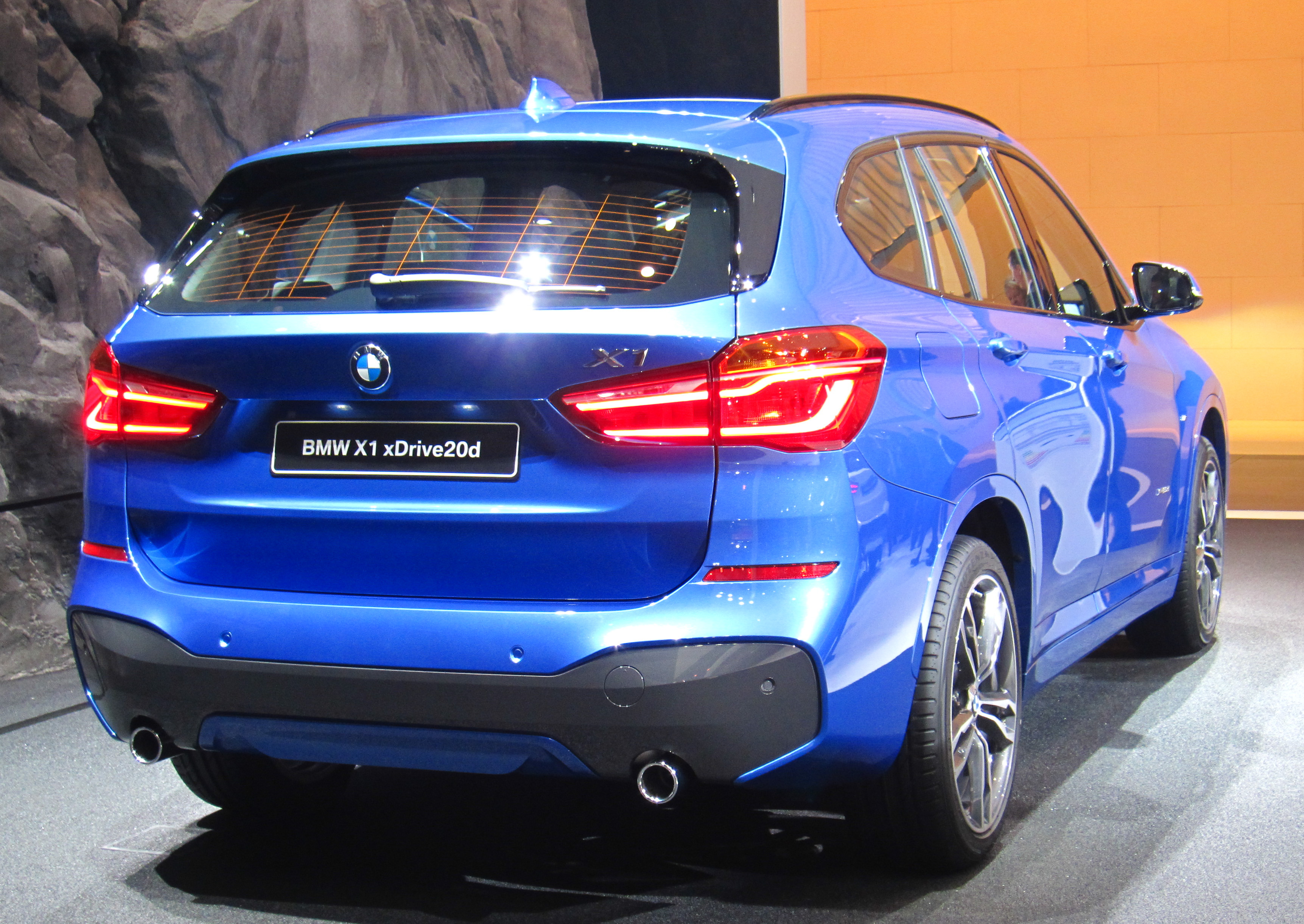
BMW X1 M Sport
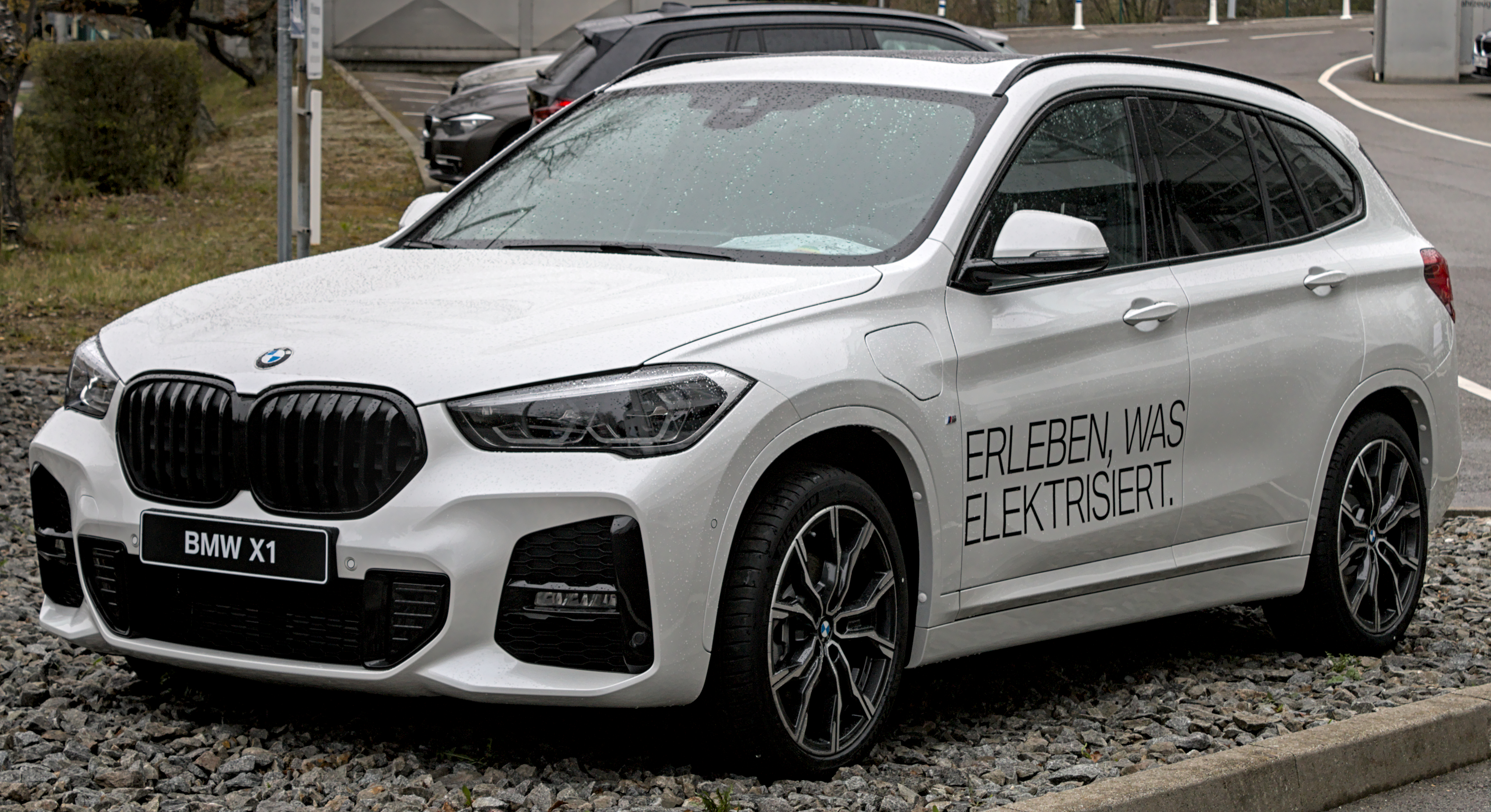
BMW X1 F48 25e (2020–2022)
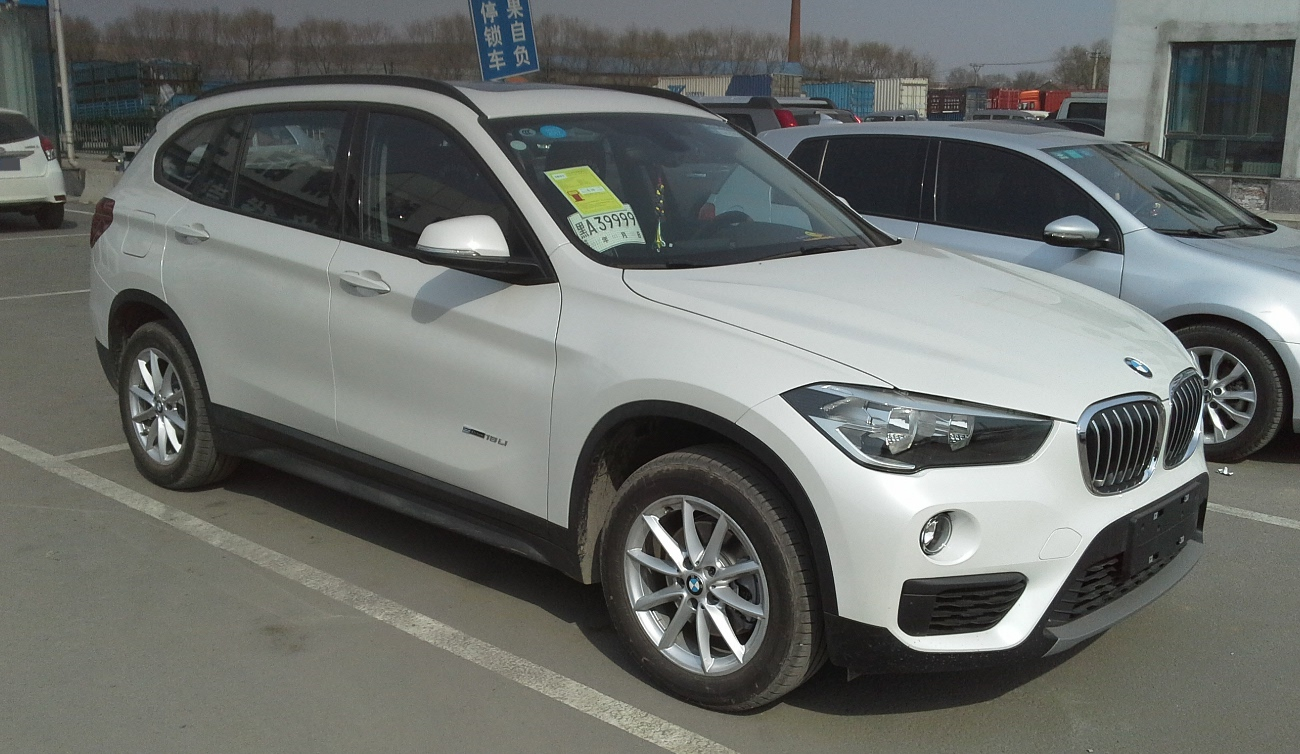
BMW X1 F49 (2016–2022)
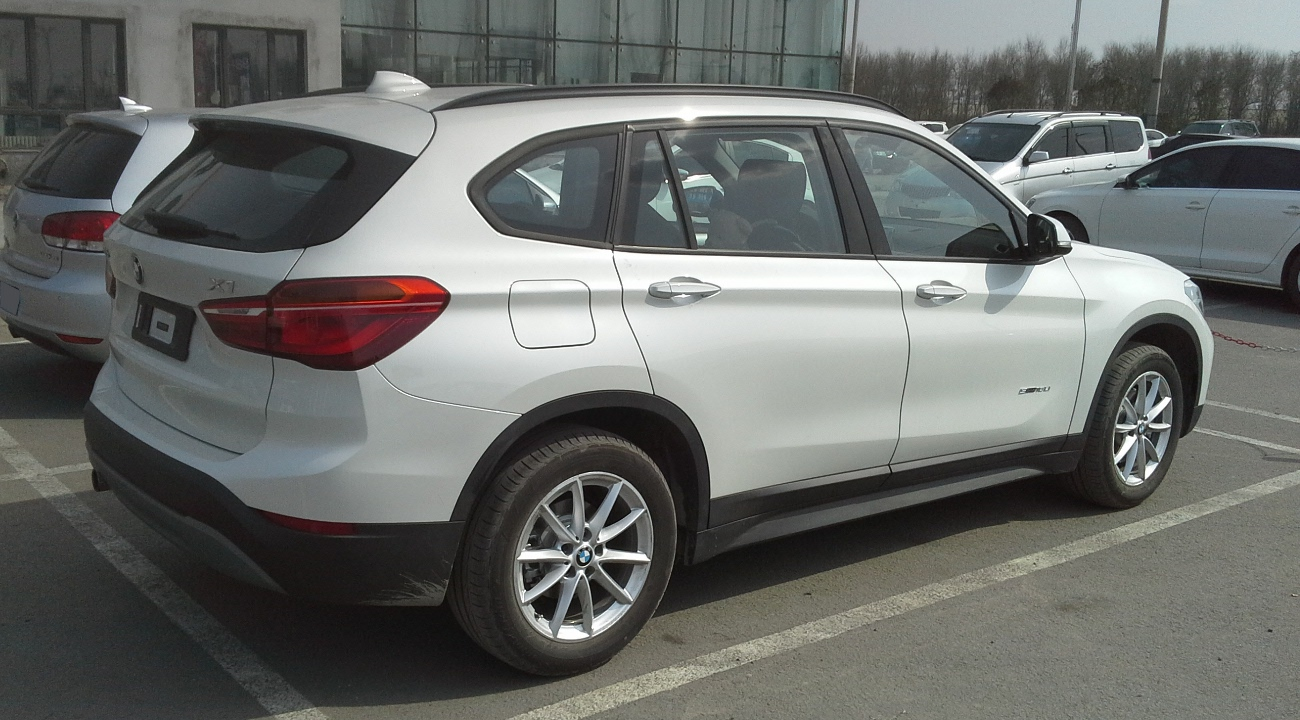
Heckansicht

Das Fahrwerk hat vorn eine Einzelradaufhängung mit MacPherson-Federbeinen an Bauteilen aus Aluminium und Stahl, hinten eine Mehrlenkerachse in Stahlleichtbauweise. Alle Räder haben belüftete Scheibenbremsen.

## Ausstattung
Die Ausstattungsliste beinhaltet unter anderem:
- Panorama-Glasdach (Sonderausstattung)
- Bi-LED-Doppelscheinwerfer mit Tagfahrlicht und Abbiegelicht sind optional erhältlich.
- Performance Control (Drehmomentverteilung an den Hinterrädern)
- Drive Assistant (Fahrerassistenzsysteme, Sonderausstattung)
- Rückfahrkamera (Sonderausstattung)
- Head-up-Display (Sonderausstattung)
- Efficient-Dynamics-Maßnahmen (Start-Stopp-Funktion, Bremsenergierückgewinnung und Schaltpunktanzeige)

## Sicherheit
Neben Antiblockiersystem (ABS) einschließlich Bremsassistent und Cornering Brake Control (CBC) sind Gurtstraffer und Gurtkraftbegrenzer sowie ein elektronisches Stabilitätsprogramm mit Antriebsschlupfregelung (bei BMW Dynamische Stabilitäts-Control, DSC bzw. Dynamische Traktions-Control, DTC genannt) vorhanden. Ferner existieren sechs Airbags (Fahrer/Beifahrer, Seitenairbags und durchgehende Kopfairbags). Einige Motorvarianten sind mit dem Allradantrieb xDrive verfügbar.
Kindersitze lassen sich an der Rücksitzbank nur auf den Außensitzen mit Isofix-Halterungen sicher befestigen. Die Beifahrer-Airbag-Deaktivierung ist serienmäßig; so lässt sich auf dem Beifahrersitz ein Kindersitz befestigen.

## Motoren (F48)
Die Modelle werden nach Hubraum und Motortyp unterschieden. Die Zahl (18, 20, 25) bezeichnet bei diesem Modell nicht die ungefähre Hubraumgröße in Zehntellitern, sondern erhöht sich analog zu der Motorleistung. Der Buchstabe steht für den Motortyp („i“ für Ottomotor, „d“ für Dieselmotor).

### Ottomotoren
Der X1 sDrive18i ist seit März 2018 mit Ottopartikelfilter ausgerüstet, so dass die Euro 6d-Temp-Norm erfüllt wird.
| BMW X1                                                            | sDrive18i                                                                         | sDrive18i                      | sDrive20i                      | xDrive20i                    | sDrive20i                      | xDrive20i                    | xDrive25i/ xDrive28i (USA)   |
| ----------------------------------------------------------------- | --------------------------------------------------------------------------------- | ------------------------------ | ------------------------------ | ---------------------------- | ------------------------------ | ---------------------------- | ---------------------------- |
| Bauzeit                                                           | 11/2015–07/2017 11/2020–08/2022                                                   | 07/2017–11/2020                | 11/2020–08/2022                | 11/2020–08/2022              | 07/2017–11/2020                | 10/2015–11/2020              | 10/2015–01/2022              |
| Motortyp                                                          | Ottomotor                                                                         | Ottomotor                      | Ottomotor                      | Ottomotor                    | Ottomotor                      | Ottomotor                    | Ottomotor                    |
| Motorbauart                                                       | Dreizylinder-Reihenmotor                                                          | Dreizylinder-Reihenmotor       | Vierzylinder-Reihenmotor       | Vierzylinder-Reihenmotor     | Vierzylinder-Reihenmotor       | Vierzylinder-Reihenmotor     | Vierzylinder-Reihenmotor     |
| Gemischaufbereitung                                               | Direkteinspritzung                                                                | Direkteinspritzung             | Direkteinspritzung             | Direkteinspritzung           | Direkteinspritzung             | Direkteinspritzung           | Direkteinspritzung           |
| Aufladung                                                         | Abgasturbolader                                                                   | Abgasturbolader                | Abgasturbolader                | Abgasturbolader              | Abgasturbolader                | Abgasturbolader              | Abgasturbolader              |
| variable Ventilsteuerung                                          | Valvetronic                                                                       | Valvetronic                    | Valvetronic                    | Valvetronic                  | Valvetronic                    | Valvetronic                  | Valvetronic                  |
| Hubraum                                                           | 1499 cm³                                                                          | 1499 cm³                       | 1998 cm³                       | 1998 cm³                     | 1998 cm³                       | 1998 cm³                     | 1998 cm³                     |
| Motorcode                                                         | B38A15M0                                                                          | B38A15M1                       | B48A20U1                       | B48A20U1                     | B48A20M1                       | B48A20M0                     | B48B20O0                     |
| max. Leistung bei 1/min                                           | 100 kW (136 PS)/ 4400–6000                                                        | 103 kW (140 PS)/ 4600–6500     | 131 kW (178 PS)/ 5000–5500     | 131 kW (178 PS)/ 5000–5500   | 141 kW (192 PS)/ 5000–6000     | 141 kW (192 PS)/ 5000–6000   | 170 kW (231 PS)/ 4750–6000   |
| Drehmoment bei 1/min                                              | 220 Nm/ 1400–4300                                                                 | 220 Nm/ 1480–4200              | 280 Nm/ 1350–4200              | 280 Nm/ 1350–4200            | 280 Nm/ 1350–4600              | 280 Nm/ 1350–4600            | 350 Nm/ 1250–4500            |
| Getriebe, serienmäßig                                             | 6-Gang-Schaltgetriebe                                                             | 6-Gang-Schaltgetriebe          | 7-Gang-Doppelkupplungsgetriebe | 8-Gang-Automatikgetriebe (1) | 7-Gang-Doppelkupplungsgetriebe | 8-Gang-Automatikgetriebe (1) | 8-Gang-Automatikgetriebe (1) |
| Getriebe, [optional]                                              | bis 07/2017 6-Gang-Automatikgetriebe, seit 11/2020 7-Gang-Doppelkupplungsgetriebe | 7-Gang-Doppelkupplungsgetriebe | –                              | –                            | –                              | –                            | –                            |
| Antrieb                                                           | Vorderradantrieb                                                                  | Vorderradantrieb               | Vorderradantrieb               | Allradantrieb                | Vorderradantrieb               | Allradantrieb                | Allradantrieb                |
| Beschleunigung, 0 bis 100 km/h in s                               | 9,7                                                                               | 9,6                            | 7,6                            | 7,3                          | 7,6                            | 7,4                          | 6,5                          |
| Höchstgeschwindigkeit                                             | 204 km/h [200 km/h]                                                               | 205 km/h [203 km/h]            | 226 km/h                       | 223 km/h                     | 226 km/h                       | 223 km/h                     | 235 km/h 210 km/h (2)        |
| Kraftstoffverbrauch (nach EWG-Richtlinie, kombiniert in l/100 km) | 5,1–5,3                                                                           | 5,5–5,8                        | 5,8–6,1                        | 6,3–6,7                      | 5,7–5,8                        | 6,3–6,4                      | 6,4–6,6                      |
| CO2-Emission (g/km) kombiniert                                    | 119–124                                                                           | 121–124                        | 132–141                        | 144–153                      | 130–132                        | 146–149                      | 149–152                      |
| Abgasnorm nach EU-Klassifikation                                  | Euro 6                                                                            | Euro 6                         | Euro 6                         | Euro 6                       | Euro 6                         | Euro 6                       | Euro 6                       |
| Tankinhalt                                                        | 51 l                                                                              | 51 l                           | 51 l                           | 61 l                         | 51 l                           | 61 l                         | 61 l                         |

### Otto-Hybrid
|                                                            | xDrive25e                                                          |
| ---------------------------------------------------------- | ------------------------------------------------------------------ |
| Bauzeit                                                    | 03/2020–08/2022                                                    |
| Motortyp                                                   | Ottomotor und Elektromotor                                         |
| Motorbauart                                                | Dreizylinder-Reihenmotor                                           |
| Motorcode                                                  | B38A15A                                                            |
| Motoraufladung                                             | Abgasturbolader                                                    |
| Gemischaufbereitung                                        | Direkteinspritzung                                                 |
| variable Ventilsteuerung                                   | Valvetronic                                                        |
| Hubraum                                                    | 1499 cm³                                                           |
| Systemleistung bei 1/min                                   | 162 kW (220 PS)                                                    |
| Verbrennungsmotor, Leistung bei 1/min                      | 92 kW (125 PS)/ 5000–5500                                          |
| E-Motor, Leistung bei 1/min                                | 70 kW (95 PS)/ 8200                                                |
| E-Motor, Dauerleistung (30 min)                            | 28 kW (38 PS)                                                      |
| max. Systemdrehmoment bei 1/min                            | 385 Nm                                                             |
| Verbrennungsmotor, Drehmoment bei 1/min                    | 220 Nm/ 1500–3800                                                  |
| E-Motor Drehmoment                                         | 165 Nm/ 100–3000                                                   |
| Getriebe, serienmäßig                                      | Vorderachse: 6-Gang-Automatikgetriebe, Hinterachse Festübersetzung |
| Antrieb, serienmäßig                                       | Allradantrieb mit durch Elektromotor angetriebener Hinterachse     |
| Antrieb, optional                                          | —                                                                  |
| Beschleunigung, 0–100 km/h in s                            | 6,9                                                                |
| Höchstgeschwindigkeit, km/h                                | 193 135 (1)                                                        |
| Kraftstoffverbrauch gesamt in l/100 km (Verbrennungsmotor) | 1,9–2,1                                                            |
| CO2-Emission, kombiniert in g/km                           | 43–48                                                              |
| Abgasnorm nach EU-Klassifikation                           | Euro 6d                                                            |
| Tankinhalt                                                 | 36 l                                                               |
| Nettokapazität Akkumulator                                 | 8,8 kWh                                                            |

### Dieselmotoren
| BMW X1                                                            | sDrive16d (1)                                         | sDrive18d                                             | xDrive18d                                             | sDrive20d                                             | xDrive20d                                             | xDrive20d                                             | xDrive25d                                             |
| ----------------------------------------------------------------- | ----------------------------------------------------- | ----------------------------------------------------- | ----------------------------------------------------- | ----------------------------------------------------- | ----------------------------------------------------- | ----------------------------------------------------- | ----------------------------------------------------- |
| Bauzeit                                                           | 10/2015–08/2022                                       | 10/2015–08/2022                                       | 10/2015–08/2022                                       | 11/2018–08/2022                                       | 10/2015–10/2017                                       | 11/2017–08/2022                                       | 10/2015–08/2022                                       |
| Motortyp                                                          | Dieselmotor                                           | Dieselmotor                                           | Dieselmotor                                           | Dieselmotor                                           | Dieselmotor                                           | Dieselmotor                                           | Dieselmotor                                           |
| Motorbauart                                                       | Dreizylinder-Reihenmotor                              | Vierzylinder-Reihenmotor                              | Vierzylinder-Reihenmotor                              | Vierzylinder-Reihenmotor                              | Vierzylinder-Reihenmotor                              | Vierzylinder-Reihenmotor                              | Vierzylinder-Reihenmotor                              |
| Gemischaufbereitung                                               | Common-Rail-Direkteinspritzung der dritten Generation | Common-Rail-Direkteinspritzung der dritten Generation | Common-Rail-Direkteinspritzung der dritten Generation | Common-Rail-Direkteinspritzung der dritten Generation | Common-Rail-Direkteinspritzung der dritten Generation | Common-Rail-Direkteinspritzung der dritten Generation | Common-Rail-Direkteinspritzung der dritten Generation |
| Aufladung                                                         | Abgasturbolader mit variabler Turbinengeometrie       | Abgasturbolader mit variabler Turbinengeometrie       | Abgasturbolader mit variabler Turbinengeometrie       | Abgasturbolader mit variabler Turbinengeometrie       | Abgasturbolader mit variabler Turbinengeometrie       | Abgasturbolader mit variabler Turbinengeometrie       | Abgasturbolader mit variabler Turbinengeometrie       |
| Hubraum                                                           | 1496 cm³                                              | 1995 cm³                                              | 1995 cm³                                              | 1995 cm³                                              | 1995 cm³                                              | 1995 cm³                                              | 1995 cm³                                              |
| Motorcode                                                         | B37C15U0                                              | B47C20U0                                              | B47C20U0                                              | B47C20O1                                              | B47C20O0                                              | B47C20O1                                              | B47C20T0                                              |
| max. Leistung bei 1/min                                           | 85 kW (116 PS)/ 4000                                  | 110 kW (150 PS)/ 4000                                 | 110 kW (150 PS)/ 4000                                 | 140 kW (190 PS)/ 4000                                 | 140 kW (190 PS)/ 4000                                 | 140 kW (190 PS)/ 4000                                 | 170 kW (231 PS)/ 4400                                 |
| Drehmoment bei 1/min                                              | 270 Nm/ 1750–2250                                     | 330 Nm/ 1750–2750                                     | 330 Nm/ 1750–2750                                     | 400 Nm/ 1750–2500                                     | 400 Nm/ 1750–2500                                     | 400 Nm/ 1750–2500                                     | 450 Nm/ 1500–3000                                     |
| Getriebe, serienmäßig                                             | 6-Gang-Schaltgetriebe                                 | 6-Gang-Schaltgetriebe                                 | 6-Gang-Schaltgetriebe                                 | 8-Gang-Automatikgetriebe                              | 6-Gang-Schaltgetriebe                                 | 8-Gang-Automatikgetriebe (2)                          | 8-Gang-Automatikgetriebe (2)                          |
| Getriebe, optional                                                | –                                                     | 8-Gang-Automatikgetriebe (2)                          | 8-Gang-Automatikgetriebe (2)                          | –                                                     | 8-Gang-Automatikgetriebe (2)                          | –                                                     | –                                                     |
| Antrieb                                                           | Vorderradantrieb                                      | Vorderradantrieb                                      | Allradantrieb                                         | Vorderradantrieb                                      | Allradantrieb                                         | Allradantrieb                                         | Allradantrieb                                         |
| Beschleunigung, 0 bis 100 km/h in s                               | 11,1                                                  | 9,3 [9,4] (2)                                         | 9,3 [9,4] (2)                                         | 7,9                                                   | 7,6                                                   | 7,8                                                   | 6,6                                                   |
| Höchstgeschwindigkeit                                             | 190 km/h                                              | 205 km/h                                              | 204 km/h                                              | 222 km/h                                              | 220 km/h [219 km/h] (2)                               | 219 km/h                                              | 235 km/h                                              |
| Kraftstoffverbrauch (nach EWG-Richtlinie, kombiniert in l/100 km) | 3,9                                                   | 4,1–4,3                                               | 4,8–5,0                                               | 4,4–4,7                                               | 4,8–5,1                                               | 4,7–5,0                                               | 4,9–5,2                                               |
| CO2-Emission (g/km) kombiniert                                    | 104                                                   | 109–114                                               | 127–132                                               | 116–124                                               | 127–134                                               | 123–131                                               | 128–137                                               |
| Abgasnorm nach EU-Klassifikation                                  | Euro 6                                                | Euro 6                                                | Euro 6                                                | Euro 6                                                | Euro 6                                                | Euro 6                                                | Euro 6                                                |
| Tankinhalt                                                        | 51 l ab 2019 61l                                      | 51 l ab 2019 61l                                      | 51 l ab 2019 61l                                      | 51 l ab 2019 61l                                      | 51 l ab 2019 61l                                      | 51 l ab 2019 61l                                      | 51 l ab 2019 61l                                      |

## Motoren (F49 Langversion für China)

### Otto-Hybrid
|                                                            | xDrive25Le iPerformance (1)                                        | xDrive25Le iPerformance (1)                                        |
| ---------------------------------------------------------- | ------------------------------------------------------------------ | ------------------------------------------------------------------ |
| Bauzeit                                                    | 08/2016–07/2019                                                    | ab LCI 08/2019                                                     |
| Motorart                                                   | Ottomotor und Elektromotor                                         | Ottomotor und Elektromotor                                         |
| Motorbauart                                                | R3                                                                 | R3                                                                 |
| Motoraufladung                                             | Abgasturbolader                                                    | Abgasturbolader                                                    |
| Gemischaufbereitung                                        | Direkteinspritzung                                                 | Direkteinspritzung                                                 |
| Motortyp                                                   | B38                                                                | B38                                                                |
| Hubraum                                                    | 1499 cm³                                                           | 1499 cm³                                                           |
| Systemleistung                                             | 170 kW (231 PS)                                                    | 170 kW (231 PS)                                                    |
| Verbrennungsmotor, Leistung                                | 100 kW (136 PS)                                                    | 100 kW (136 PS)                                                    |
| E-Motor, Leistung                                          | 70 kW (95 PS)                                                      | 70 kW (95 PS)                                                      |
| max. Systemdrehmoment                                      | 385 Nm                                                             | 385 Nm                                                             |
| Verbrennungsmotor, Drehmoment                              | 220 Nm                                                             | 220 Nm                                                             |
| E-Motor Drehmoment                                         | 165 Nm                                                             | 165 Nm                                                             |
| Getriebe, serienmäßig                                      | Vorderachse: 6-Gang-Automatikgetriebe, Hinterachse Festübersetzung | Vorderachse: 6-Gang-Automatikgetriebe, Hinterachse Festübersetzung |
| Antrieb, serienmäßig                                       | Allradantrieb mit durch Elektromotor angetriebener Hinterachse     | Allradantrieb mit durch Elektromotor angetriebener Hinterachse     |
| Antrieb, optional                                          | —                                                                  | —                                                                  |
| Beschleunigung, 0–100 km/h in s                            | 7,4                                                                | 7,4                                                                |
| Höchstgeschwindigkeit, km/h                                | 120 (2)                                                            | 120 (2)                                                            |
| Kraftstoffverbrauch gesamt in l/100 km (Verbrennungsmotor) | 1,8                                                                | 1,3                                                                |
| Kapazität Akkumulator                                      | 10,7 kWh netto                                                     | 24 kWh, NMC-811                                                    |
| Elektrische Reichweite nach chin. Fahrzyklus CNEDC         | 60 km                                                              | 110 km                                                             |
| Tankinhalt                                                 | 35 l                                                               | 35 l                                                               |